# Dannevirke
Dannevirke (en danés significa «Creación danesa», Tāmaki-nui-a-Rua en maorí) es un pueblo rural de la región de Manawatu-Wanganui, en el sur de la Isla Norte de Nueva Zelanda. Es el pueblo con más población del distrito administrativo de Tararua, el distrito más oriental de la región de Manawatu-Wanganui. Sus alrededores están destinados a granjas con ganadería vacuna y ovina, las cuales constituyen el eje principal de la economía local. La población de Dannevirke es de unas 6.000 personas. Fue fundado el 15 de octubre de 1872 por daneses, noruegos y suecos. Dannevirke aloja cada año la Expo de Jardinería y Oficios que cada año ha ido creciendo hasta tener hoy en día un tamaño considerable. Las antípodas de este pueblo están en el sur de la Comunidad de Madrid (centro de España), a 4 km al oeste de Griñón.